# شهرداری راونا
شهرداری راونا (به لاتین: Rauna Municipality) یک شهرداری در لتونی است. شهرداری راونا ۴٬۱۱۲ نفر جمعیت دارد.